# 井口浩之
井口 浩之（いぐち ひろゆき、1983年5月6日 - ）は、日本のお笑いタレント。お笑いコンビウエストランドのツッコミ担当。相方は河本太。

## 経歴
岡山県津山市出身。千葉商科大学卒業。血液型B型。独身。趣味はサッカー観戦、フットサル、マインクラフト。
　

## エピソード
- 上の歯、下の歯ともに前歯が2列ある[3]。2017年に『名医のTHE太鼓判!』（TBSテレビ）の企画にて矯正する予定だったが、前処理として虫歯や親不知を治療した段階でスタッフと医師サイドでトラブルが起き治療が打ち切られてしまった。
- 小学4年から大学4年までサッカー部に所属。大学3年時には副キャプテンを務めた[1]。『ウエストランド井口のサッカー部』と題したライブを、2012年4月4日と2014年6月6日は阿佐ヶ谷LoftA[4][5]、2016年11月15日は高円寺パンディット[6]にて開催。
- 中高生時代は「ツッコミ井口」のあだ名がつくほどツッコミで有名で、他校にもその名が轟くほどだった[7]。
- 不平・不満などの愚痴が非常に多い。「井口の愚痴」に焦点を当てたイベントが行われたほど[8]。
- 特技は「手を使わずに鼻を左右に曲げること」で、その特技を用いる「気功が使える男」というネタがあり、テレビなどで度々披露している[9]。ネタとしてだけでなく、臭いものを嗅いだ時のリアクションとして用いることもある[10]。
- 若手時代に家賃を滞納してアパートからの退去を命じられた際に、芸人であることを管理人に告げたところ、家賃の分割払いを認めてもらい、さらに食事の心配から炊き出しの紹介までされた[11]。
- R-1グランプリに出場するなどピンでの活動も積極的に行っている。
- 好きなものはカフェオレ、カルピス、麦チョコ、もつ鍋[12]、星のカービィ[13]。
- 祖父は津山市の元助役[14]。
- ビールが好きなことから「井口ビール部」を立ち上げた。主な活動は、井口のYouTubeチャンネルで生配信を行ったり、ライブイベントを行うこと[15]。
- 高校時代は学年10位以内の成績で、簿記は1位だった。その他にもコンピュータ利用技術検定3級、珠算実務検定3級、商業経済検定3級、ワープロ実務検定3級などを取得。各合格証書を2023年7月28日放送の『アメトーーク!』で披露した[16]。
- 2022年のM-1グランプリで披露したネタ中で、「YouTuberが警察に捕まり始めている」と発言し、その後実際に次々とYouTuberが逮捕されたことから、一部ネット上では「予言者」と呼ばれている[17]。
- 涙をあまり人に見せない[18]。理由は「男の子だから」[19]。
- 趣味はサッカーの観戦であり、自身のYouTubeチャンネルで【いぐサカ】と題してサッカー関連の動画を投稿している。また地元のサッカーチームであるファジアーノ岡山FCのサポーターであり、現地での観戦も行っている。

## 出演

### テレビ

#### レギュラー番組
- 太田上田（中京テレビ、2016年5月16日 - ） - 浜ロンと共に進行役として井口のみ不定期出演。
- みんなの2020 バンバン ジャパーン！（NHK Eテレ、2017年4月29日 - ） - 「となりのペリーさん」レポーター
- 名医のTHE太鼓判（TBS、2017年10月23日）
- 俺の持論（テレビ朝日、2018年3月10日）
- 10万円でできるかな（テレビ朝日、2018年4月3日）
- EXD44（テレビ朝日、2018年7月1日）
- ダウンタウンのガキの使いやあらへんで!（日本テレビ、2020年3月29日）
- 567↑8（フジテレビ、2021年3月29日）
- 芸能人が本気で考えた!ドッキリGP（フジテレビ、2021年4月17日・11月13日、2023年6月24日） - VTR出演
- 水曜ネオバズ『みえる』（テレビ朝日、2021年4月28日・5月26日・7月21日・8月25日・9月29日） -
- ウッチャン式（TBSテレビ、2021年8月29日・9月12日） -
- 2分59秒（テレビ朝日、2021年10月27日・2022年10月19日）
- フリースタイルティーチャー（テレビ朝日、2021年11月9日・11月16日・11月23日・12月1日・12月7日・12月14日・12月21日・2022年1月4日・1月11日・1月18日・4月4日・4月11日・4月18日・4月25日・5月2日・5月9日・5月16日）
- 櫻井・有吉THE夜会（TBS、2021年11月11日・12月16日、2023年7月27日）
- バチくるオードリー（フジテレビ、2021年11月17日・12月22日）
- 月刊ゴールキーパー〜Jリーグ スーパープレイ〜（BS日テレ、2021年11月27日）
- やすとものいたって真剣です（朝日放送テレビ、2022年1月20日）
- 全力!脱力タイムズ（フジテレビ、2022年1月21日・3月4日・2023年4月28日・2023年8月25日・2024年3月8日）
- ラランド「有象無象SHOW」（BS11、2022年3月14日・4月11日）
- かもしれないパトロール（テレビ東京、2022年3月26日）
- 走るログ小屋で行くヒロシとウエストランドのドリームキャラバン（熊本朝日放送、2022年4月30日）
- 上田竜也の見た目で絶対決めつけないTV（テレビ東京、2022年5月28日）
- 芸人ラップコロシアム★ワラッパー（テレビ東京、2022年8月2日・8月9日・8月16日・8月23日・8月30日）
- ハテナde（日本テレビ、2022年8月12日・8月19日）
- ワケあって、大金使います（TBS、2022年9月12日）
- NEWニューヨーク（テレビ朝日、2022年9月21日・9月28日）
- ぺこぱポジティブNEWS（テレビ朝日、2022年10月6日・10月13日）
- ポップUP!（フジテレビ、2022年10月7日・10月14日・11月11日・12月2日・12月6日・12月16日・12月23日）
- 月曜の蛙、大海を知る。（毎日放送、2022年10月24日・11月21日、2023年3月13日）
- ランジャタイのがんばれ地上波!（テレビ朝日、2022年11月8日・11月15日）
- 競馬クイズknock（朝日放送テレビ、2022年12月1日・12月8日・12月15日・12月22日）
- FIFAワールドカップ WEEKLY（フジテレビ、2022年12月10日）
- ザキヤマの街道歩き旅（テレビ東京、2022年12月10日）
- 芸人シンパイニュース（テレビ朝日、2023年1月2日・2024年1月3日）
- 月ともぐら（テレビ東京、2023年1月5日 - 19日・2024年2月23日・3月1日）
- アインシュタインの愛シタイン（毎日放送、2023年2月4日）
- 人志松本の酒のツマミになる話（フジテレビ、2023年2月10日）
- 恋するアテンダー（テレビ朝日、2023年2月22日）
- 炎の体育会TV（TBSテレビ、2023年3月18日）
- スクール革命!（日本テレビ、2023年4月16日）
- トークで落とせ!大悟の芸人領収証（日本テレビ、2023年7月2日・2024年10月7日・10月14日）
- うわっ!ダマされた大賞（日本テレビ、2023年7月9日）
- 推しといつまでも（毎日放送、2023年8月21日）
- クイズできる?できない?（日本テレビ、2023年9月18日）
- マツコ&有吉 かりそめ天国（テレビ朝日、2023年10月6日）
- オールスター感謝祭（TBS、2023年10月14日）
- ニッポン人の頭の中（日本テレビ、2023年10月28日・2024年1月27日・3月16日）
- 中居正広の芸能人!お友達呼んで来ましたグランプリ（フジテレビ、2023年10月29日）
- ボクらの時代（フジテレビ、2023年11月26日）
- さまぁ〜ず&ジュニアなコレって変じゃね!?（TBS、2023年12月31日）
- 浜田・大吉・濱家が主催 新春ツッコミ芸人総会（読売テレビ、2024年1月2日）
- 有吉クイズ（テレビ朝日、2024年1月21日・3月31日・4月28日・7月14日・9月1日）
- SAKURA GRADUATIONの清算てれび（中京テレビ、2024年2月25日） - MC[20]
- 開演まで30秒!THEパニックGP（日本テレビ、2024年4月29日・5月6日）
- FRUITS ZIPPERのNEW KAWAIIってしてよ?（テレビ朝日、2025年4月18日〈17日深夜〉 - ）